# Uraganul Bret
Uraganul Bret a fost primul dintre cele cinci uragane de categoria 4 care s-au format în timpul sezonului uraganelor din Atlantic din 1999⁠(d) și primul ciclon tropical de la uraganul Jerry din 1989⁠(d) care a atins Texasul la intensitatea unui uragan. Formată dintr-un val tropical⁠(d) pe 18 august, Bret s-a organizat încet în cadrul curenților slabi de direcție din Golful Campeche⁠(d) . Pe 20 august, furtuna a început să se îndrepte spre nord, iar pe 21 august a suferit o intensificare rapidă⁠(d). După această perioadă de intensificare, Bret a atins intensitatea maximă cu vânturi de 145 mile pe oră (233 km/h) și o presiune barometrică de 944 mbar (hPa; 944 millibari (27,9 inHg) ). În cursul aceleiași zile, furtuna a slăbit până a devenit uragan de categoria 3 și a atins⁠(d) pe insula Padre⁠(d), Texas. La scurt timp după aceea, furtuna a slăbit și mai mult, devenind o depresiune tropicală la 24 de ore după ce s-a deplasat în interiorul insulei. Resturile furtunii s-au disipat în cele din urmă la începutul zilei de 26 august, în nordul Mexicului.
De-a lungul coastei texane, Bret a amenințat mai multe orașe, determinând evacuarea a 180.000 de locuitori. Numeroase adăposturi au fost deschise în întreaga regiune, iar închisorile au fost evacuate. Cu câteva zile înainte de sosirea furtunii, NHC a emis atenționări de uragan⁠(d), iar ulterior avertizări pentru zonele din apropierea graniței dintre Texas și Mexic. Mai multe drumuri principale care duc spre orașele din insulele barieră au fost închise pentru a împiedica locuitorii să traverseze podurile în timpul uraganului. În Mexicul învecinat, aproximativ 7.000 de persoane au părăsit zonele de coastă în așteptarea furtunii. De asemenea, autoritățile au înființat sute de adăposturi în regiunile nordice ale țării în caz de inundații majore.
Bret a ajuns pe uscat într-o regiune slab populată, provocând pagube relativ mici în comparație cu intensitatea sa. Cu toate acestea, șapte persoane au fost ucise în urma furtunii, patru în Texas și trei în Mexic. Majoritatea deceselor s-au datorat accidentelor rutiere provocate de drumurile alunecoase. La atingerea țărmului, uraganul a produs o maree maximă de furtună⁠(d) de 8,8 picioare (2,7 m) la insula Matagorda⁠(d), Texas. Ploile abundente produse de Bret au atins un maxim de 13,18 in (335 mm) în Texas și au fost estimate la peste 14 in (360 mm) în Mexic. Numeroase case din regiunile afectate au fost avariate sau distruse, lăsând aproximativ 150 de persoane fără adăpost. În total, furtuna a provocat pagube în valoare de 15 milioane de dolari (1999 USD).